# Razorlight
Razorlight är ett svensk-brittiskt indierockband, bildat 2002 i London.
Johnny Borrell (sång) annonserade sommaren 2002 efter musiker i musiktidningen New Musical Express. Björn Ågren (gitarr) svarade och rekryterade sin gamle Lidköpingskompis Carl Dalemo (bas). På trummor spelade ursprungligen Christian Smith-Pancorvo, som oväntat lämnade trumstolen snart efter färdigställandet av bandets debutalbum 2004. Han ersattes av Andy Burrows och på sommaren släpptes deras debutalbum, Up All Night, vilket gjorde snabb succé i Storbritannien. Musiktidningen Q prisade bandet som Best New Act för 2004.
Razorlights första spelning i Sverige var den 26 juli 2005 på Debaser i Stockholm, inför 300 personer. Den 29 juli 2005 var de förband till U2 på Ullevi i Göteborg, inför 60 000 personer för att U2 beslutat att "new upcomers" skall få chansen att även de visa upp sig.

## Medlemmar
Nuvarande medlemmar
- Johnny Borrell – Sång, gitarr (2002-)
- Björn Ågren – Gitarr (2002–2010, 2019-)
- Carl Dalemo – Basgitarr (2002–2010, 2020-)
- Andy Burrows - Trummor (2004-2009, 2020-)

Tidigare medlemmar
- Christian Smith-Pancorvo - trummor (2002 - 2004)
- David 'Skully' Sullivan Kaplan - trummor (2009 - 2019)
- Mat Hector - trummor (2019 - 2020)
- Freddie Stitz - basgitarr (2010 - 2014)
- João Mello - basgitarr (2014 - 2018)
- Harry Deacon - basgitarr (2018 - 2019)
- Ben Ellis - basgitarr (2019 - 2020)

- Gus Robertson - gitarr (2011 - 2017)
- David Ellis - gitarr (2017 - 2019)

## Diskografi
Studioalbum
- Up All Night (28 juni 2004, Vertigo, #3 UK, 3x Platinum)[1]
- Razorlight (17 juli 2006, Vertigo, #1 UK, #180 US, 4x Platinum)[2]
- Slipway Fires (3 november 2008, Mercury Records/Vertigo Records, #4 UK)

EP
- Razorlight! (2003, Mercury Records)

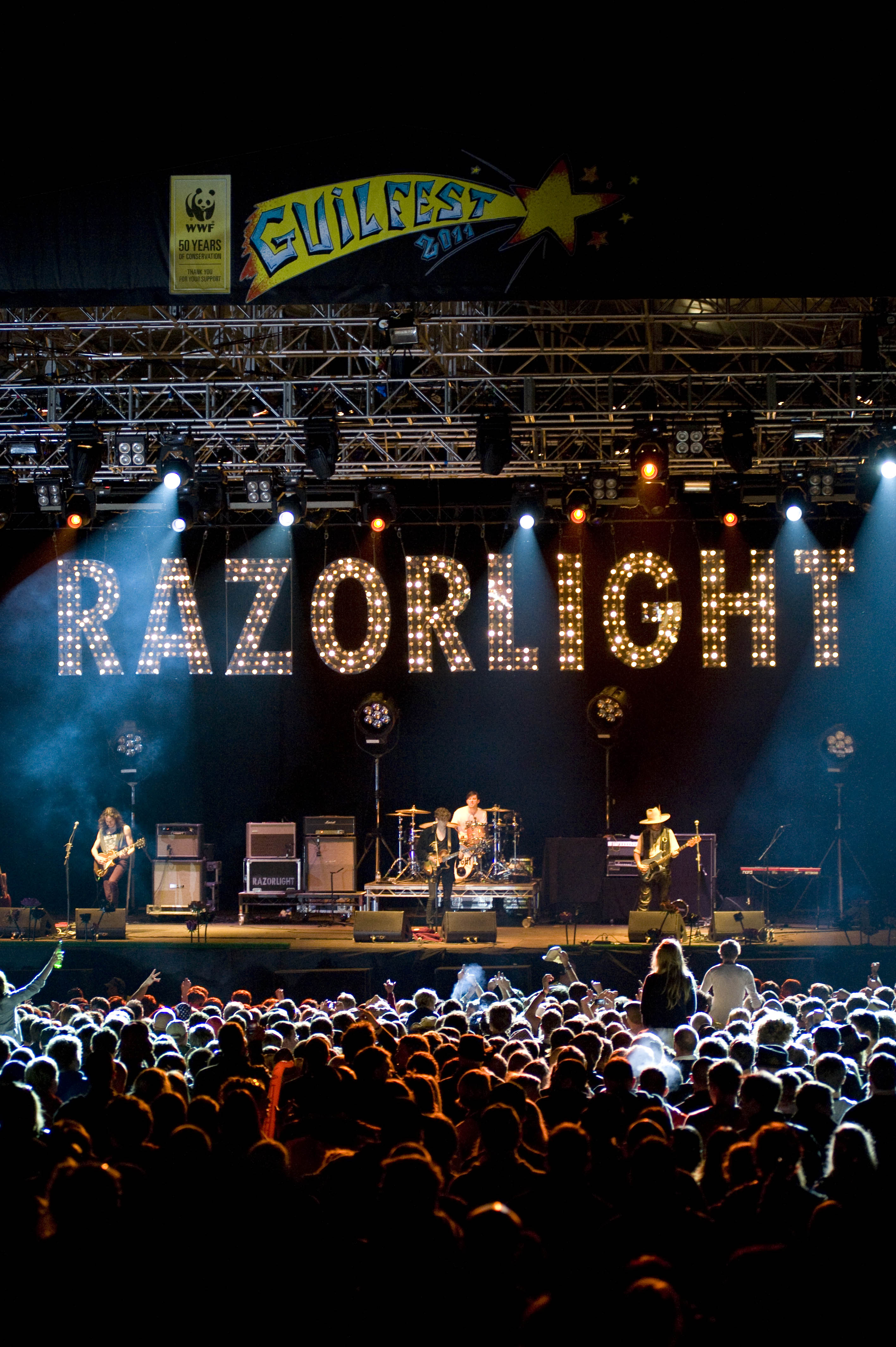
Razorlight live vid Guilfest 2011.

Singlar
| År   | Titel                              | Världsplaceringar | Världsplaceringar | Världsplaceringar   | Världsplaceringar | Album        |
| År   | Titel                              | UK Singles Chart  | UK Download Chart | Irish Singles Chart | US Modern Rock.   | Album        |
| ---- | ---------------------------------- | ----------------- | ----------------- | ------------------- | ----------------- | ------------ |
| 2003 | Rock ‘N’ Roll Lies                 | 56                | -                 | -                   | -                 | Up All Night |
| 2003 | Rip It Up                          | 42                | -                 | -                   | -                 | Up All Night |
| 2004 | Stumble and Fall                   | 27                | -                 | -                   | -                 | Up All Night |
| 2004 | Golden Touch                       | 9                 | 3                 | -                   | 32                | Up All Night |
| 2004 | Vice                               | 18                | -                 | -                   | -                 | Up All Night |
| 2004 | Rip It Up (nyutgåva)               | 20                | -                 | -                   | -                 | Up All Night |
| 2005 | Somewhere Else                     | 2                 | 2                 | -                   | 36                | Up All Night |
| 2006 | In The Morning                     | 3                 | 5                 | -                   | -                 | Razorlight   |
| 2006 | America                            | 1                 | 1                 | 6                   | -                 | Razorlight   |
| 2006 | Before I Fall to Pieces            | 17                | 17                | 37                  | -                 | Razorlight   |
| 2007 | I Can't Stop This Feeling I've Got | 44                | -                 | -                   | -                 | Razorlight   |
| 2007 | Hold On                            | 80                | -                 | -                   | -                 | Razorlight   |